# Trilasma sbordonii
Espèce
Synonymes
- Ortholasma sbordonii Šilhavý, 1974

Trilasma sbordonii est une espèce d'opilions dyspnois de la famille des Nemastomatidae.

## Distribution
Cette espèce est endémique du Tamaulipas au Mexique. Elle se rencontre à Gomez Farias dans les grottes Cueva de la Perra et Cueva de la Mina.

## Description
Le mâle holotype mesure 4,0 mm et la femelle paratype 4,5 mm.

## Systématique et taxinomie
Cette espèce a été décrite sous le protonyme Ortholasma sbordonii par en Šilhavý, 1974. Elle est placée dans le genre Trilasma par Shear en 2010.

## Étymologie
Cette espèce est nommée en l'honneur de Valerio Sbordoni.

## Publication originale
- Šilhavý, 1974 : « Cavernicolous opilionids from Mexico. Subterranean fauna of Mexico. Part. II. » Quaderno Accademia Nazionale dei Lincei, vol. 171, p. 175–194.